# Epiplatys sangmelinensis
Epiplatys sangmelinensis är en fiskart som först beskrevs av Ahl 1928.  Epiplatys sangmelinensis ingår i släktet Epiplatys och familjen Nothobranchiidae. IUCN kategoriserar arten globalt som livskraftig. Inga underarter finns listade i Catalogue of Life.